# Acentroscelus peruvianus
Acentroscelus peruvianus är en spindelart som först beskrevs av Eugen von Keyserling 1880.  Acentroscelus peruvianus ingår i släktet Acentroscelus och familjen krabbspindlar.
Artens utbredningsområde är Peru. Inga underarter finns listade i Catalogue of Life.